# Кондрёнков, Фёдор Герасимович
Фёдор Герасимович Кондрёнков (28 сентября 1901, Мордовия — ноябрь 1989) — составитель поездов станции Рузаевка Куйбышевской железной дороги, Мордовская АССР, Герой Социалистического Труда (1958). Награждëн двумя орденами Ленина и орденом Трудового Красного Знамени. Совершил подвиг: один из вагонов загорелся, и от него огонь мог передаться на другие 24 вагона с боеприпасами, которые взорвались бы. Он оттащил все 24 вагона на безопасное расстояние. Произошел взрыв, но не столль критичный. 

## Биография
Родился 28 сентября 1901 года в деревне Русский Шебдас (ныне – Рузаевского района Республики Мордовия) в крестьянской семье. С детства познал крестьянский труд, работал пастушонком.
В 1917 году пришёл работать на железную дорогу разнорабочим, затем стрелочником на разъезде Медведовка Московско-Рязанской железной дороги.
Участник Гражданской войны, воевал в Туркестане с остатками банд басмачей. В 1924 году возвратился домой, вновь – на железную дорогу.
Вместе с товарищами восстанавливал разрушенной войной путевое хозяйство. Позднее работал составителем поездов на станции Рузаевка Куйбышевской железной дороги. Трудился на станции и в годы Великой Отечественной войны. Не раз гасил пожары, спасал вагоны и грузы после вражеских бомбардировок.
Указом Президиума Верховного Совета СССР от 1 августа 1959 года за выдающиеся успехи, достигнутые в развитии железнодорожного транспорта Кондрёнкову Фёдору Герасимовичу присвоено звание Героя Социалистического Труда с вручением ордена Ленина и золотой медали «Серп и Молот».
Жил в городе Рузаевка. Скончался в ноябре 1989 года.

## Награды
Награждён двумя орденами Ленина, орденом Трудового Красного Знамени, медалями.

## Фотогалерея

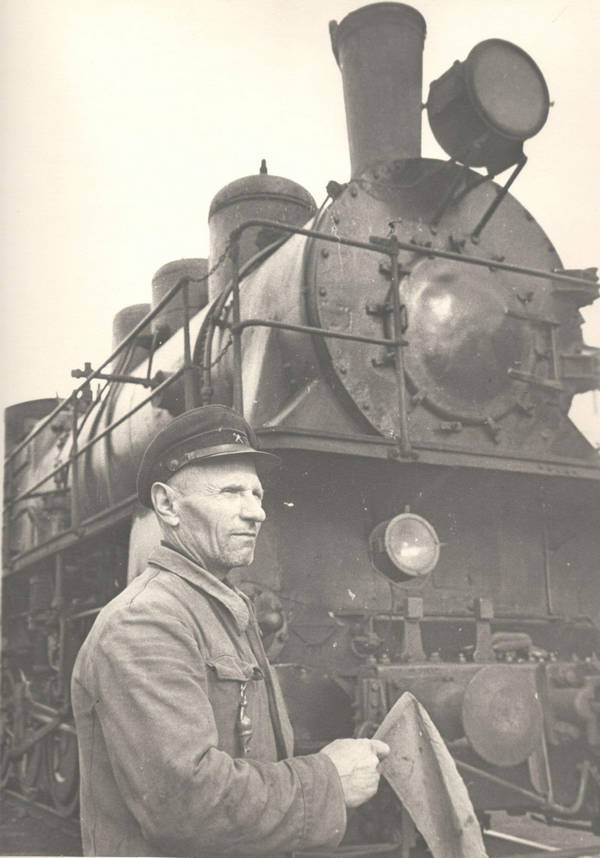
Ф. Г. Кондрёнков у паровоза
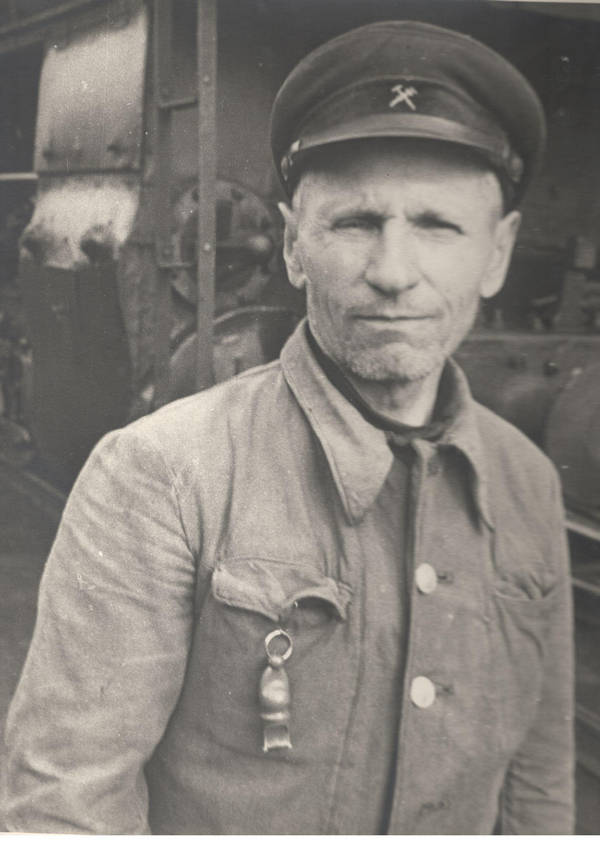
Ф. Г. Кондрёнков